# استپی کوهستانی
استپی کوهستانی (نام علمی: Stipa lessingiana) نام یک گونه از سرده استپی است. سرده استپی در ایران در حدود ۲۰ گونه گیاه گندمی چندساله و یکساله دارد.